# Bures (Anglia)
Bures – wieś w Anglii, na granicy hrabstw Essex i Suffolk. Leży 34 km na północny wschód od miasta Chelmsford i 82 km na północny wschód od Londynu. W 2015 miejscowość liczyła 1485 mieszkańców. Bures jest wspomniana w Domesday Book (1086) jako Bura/Buro.